# Jaromíra
Jaromíra je ženské křestní jméno slovanského původu. Jde o ženskou podobu mužského jména Jaromír znamenající slavný silou, bujností, slavící jaro, přeneseně slavný silák. Dalším podobným jménem je Jarmila, Jaromila, Jaroslava.

## Další varianty
- Srbsky: Jaromira
- Slovensky: Jaromíra
- Chorvatsky: Jaromira
- Polsky: Jaromira

## Domácké podoby
Jara, Jarča, Jarka, Jarina, Jaromírka, Jaruška, Romy

## Známé nositelky
- Jaromíra Hüttlová, česká spisovatelka
- Jaromíra Mílová, česká herečka
- Jaromíra Žáčková-Bátková, československá politička
- PhDr. Jaromíra Knapíková, česká historička a archivářka
- Jaromíra Kolárová, česká spisovatelka, dramatička a scenáristka